# Wincenty Józef Wolniarski
Wincenty Józef Wolniarski CFA (ur. 21 stycznia 1874 w Stradowie, zm. 11 czerwca 1942 w Hartheim – filii KL Mauthausen-Gusen) – polski zakonnik, Sługa Boży Kościoła katolickiego.

## Życiorys
Był synem Feliksa i Heleny z d. Płatek. Od 1898 uczęszczał do gimnazjum salezjańskiego w Lombriasco. Dwa lata później w Krakowie poznał świętego Brata Alberta Chmielowskiego i wstąpił do Zgromadzenia Braci Posługujących Ubogim. 19 marca 1934 złożył w Zgromadzeniu Braci Albertynów śluby wieczyste. Profesję odbierał ks. bp Stanisław Rospond.
Pełnił obowiązki generalnego przełożonego zgromadzenia i wychowawcy w zakładach wychowawczych dla ubogiej młodzieży. Jego działania organizacyjne doprowadziły do rozwoju zgromadzenia, a liczba braci wzrosła w 1938 do 107. Troska jaką otaczał braci nie przeszkodziła mu podjąć działania na rzecz beatyfikacji Brata Alberta.
Po wybuchu II wojny światowej padł ofiarą prześladowań okupanta i 13 stycznia 1940 został aresztowany przez Gestapo w zakładzie wychowawczym Zgromadzenia w Krakowie. Więziony na Montelupich i w Wiśniczu trafił do niemieckiego obozu koncentracyjnego Auschwitz-Birkenau. Tam zarejestrowany pod numerem obozowym 1026 i przewieziony dalej do KL Dachau, gdzie otrzymał kolejny numer 22251. Ostatnim etapem jego życia był tzw. transport inwalidów 11 czerwca 1942 do obozu eutanazji Hartheim, gdzie został zagazowany.
Godna i pełna ufności w Bożą Opatrzność postawa, oraz nabożeństwo do Matki Bożej, udokumentowana relacjami współwięźniów legło u podstawy beatyfikacji brata Wincentego.
Jest jednym z 122 Sług Bożych, wobec których 17 września 2003 rozpoczął się proces beatyfikacyjny drugiej grupy męczenników z okresu II wojny światowej.

## Ordery i odznaczenia
- Złoty Krzyż Zasługi (11 listopada 1936)[3]

## Źródła internetowe
- Nota biograficzna
- Martyrs killed in odium fidei by the nazis during the second world war (69) (ang.)